# Marc Guéhi
Marc Keaninkin Marc-Israel Guéhi, noto semplicemente come Marc Guéhi (Abidjan, 13 luglio 2000), è un calciatore ivoriano naturalizzato inglese, difensore del Crystal Palace e della nazionale inglese, con cui è stato vicecampione d'Europa nel 2024.

## Biografia
Nato in Costa d'Avorio da genitori ivoriani, a un anno si è trasferito in Inghilterra. I suoi genitori sono ministri in una chiesa a Lewisham.

## Caratteristiche tecniche
Ritenuto uno dei difensori più forti del calcio inglese della propria generazione, Guéhi è un difensore centrale che combina atletismo e abilità nella lettura del gioco per creare interferenze nello schema offensivo avversario. Freddo nell'esercitare le marcature, è molto abile anche in fase di impostazione.
Sa come prevalere contro l'avversario diretto nell'uno-contro-uno anche in fase di possesso. Raramente trova la conclusione, ma, quando deve fare uso delle sue capacità di finalizzatore, trova la rete prevalentemente dalla corta distanza.

## Carriera

### Club

#### Chelsea e Swansea City
Cresciuto nel settore giovanile del Chelsea, per due anni di seguito è arrivato alla finale della UEFA Youth League pur non ottenendone la vittoria. il 25 settembre 2019 debutta in prima squadra giocando l'incontro di Carabao Cup vinto 7-1 contro il Grimsby Town.
Il 10 gennaio 2020 viene prestato allo Swansea City, prestito che successivamente viene prolungato anche per la stagione 2020-2021.

#### Crystal Palace
Il 18 luglio 2021 viene ceduto a titolo definitivo per 23,3 milioni di euro al Crystal Palace. Viene schierato come titolare a suon di prestazioni positive e rivelandosi tra i difensori più promettenti in Premier League.
Segna la sua prima rete nel campionato il 20 novembre 2021, nel pareggio per 3-3 contro il Burnley. Durante la FA Cup segna due gol: il primo battendo per 2-0 l'Hartlepool United e il secondo sconfiggendo per 4-0 l'Everton. Il 9 aprile 2023 segna per la prima volta in una vittoria in Premier League, nel successo per 5-1 contro il Leeds.

### Nazionale
Vince il Mondiale Under-17 con la nazionale giovanile, Guéhi segna un gol nella finale vinta per 5-2 contro la Spagna. Nel 2021 viene convocato dalla nazionale inglese under-21 per il campionato europeo di categoria.
Nel marzo 2022 viene convocato per la prima volta in nazionale maggiore, con cui ha esordito il 26 del mese stesso nel successo per 2-1 in amichevole contro la Svizzera.
Viene convocato ad Euro2024 dove a sorpresa viene schierato come titolare da Southgate in tutte le gare del torneo degli inglesi con prestazioni convincenti. L'Inghilterra si classifica seconda, Guéhi è stato determinante agli ottavi di finale contro la Slovacchia infatti in svantaggio di una lunghezza allo scadere del secondo tempo, Guéhi serve il passaggio al proprio compagno Jude Bellingham tramite il quale quest'ultimo segna la rete del pareggio, permettendo alla partita di protrarsi fino ai supplementari dove l'Inghilterra vince per 2-1.

## Statistiche

### Presenze e reti nei club
Statistiche aggiornate al 17 gennaio 2023.
| Stagione              | Squadra               | Campionato            | Campionato | Campionato | Coppe nazionali | Coppe nazionali | Coppe nazionali | Coppe continentali | Coppe continentali | Coppe continentali | Altre coppe | Altre coppe | Altre coppe | Totale | Totale | Totale |
| Stagione              | Squadra               | Comp                  | Pres       | Reti       | Comp            | Pres            | Reti            | Comp               | Pres               | Reti               | Comp        | Pres        | Reti        | Pres   | Reti   |        |
| --------------------- | --------------------- | --------------------- | ---------- | ---------- | --------------- | --------------- | --------------- | ------------------ | ------------------ | ------------------ | ----------- | ----------- | ----------- | ------ | ------ | ------ |
| 2019-gen. 2020        | Chelsea               | PL                    | 0          | 0          | FACup+CdL       | 0+2             | 0               | UCL                | -                  | -                  | -           | -           | -           | 2      | 0      |        |
| gen.-giu. 2020        | Swansea City          | FLC                   | 12+2       | 0          | FACup+CdL       | -               | -               | -                  | -                  | -                  | -           | -           | -           | 14     | 0      |        |
| 2020-2021             | Swansea City          | FLC                   | 40+3       | 0          | FACup+CdL       | 2+0             | 0               | -                  | -                  | -                  | -           | -           | -           | 45     | 0      |        |
| Totale Swansea City   | Totale Swansea City   | Totale Swansea City   | 52+5       | 0          |                 | 4               | 0               |                    | -                  | -                  |             | -           | -           | 59     | 0      |        |
| 2021-2022             | Crystal Palace        | PL                    | 36         | 2          | FACup+CdL       | 5+1             | 2+0             | -                  | -                  | -                  | -           | -           | -           | 42     | 4      |        |
| 2022-2023             | Crystal Palace        | PL                    | 37         | 1          | FACup+CdL       | 1+2             | 0               | -                  | -                  | -                  | -           | -           | -           | 40     | 1      |        |
| 2023-2024             | Crystal Palace        | PL                    | 16         | 0          | FACup+CdL       | 0+2             | 0+0             | -                  | -                  | -                  | -           | -           | -           | 18     | 0      |        |
| Totale Crystal Palace | Totale Crystal Palace | Totale Crystal Palace | 89         | 3          |                 | 11              | 2               |                    | -                  | -                  |             | -           | -           | 100    | 5      |        |
| Totale carriera       | Totale carriera       | Totale carriera       | 146        | 3          |                 | 15              | 2               |                    | -                  | -                  |             | -           | -           | 161    | 5      |        |

### Cronologia presenze e reti in nazionale
| Cronologia completa delle presenze e delle reti in nazionale ― Inghilterra | Cronologia completa delle presenze e delle reti in nazionale ― Inghilterra | Cronologia completa delle presenze e delle reti in nazionale ― Inghilterra | Cronologia completa delle presenze e delle reti in nazionale ― Inghilterra | Cronologia completa delle presenze e delle reti in nazionale ― Inghilterra | Cronologia completa delle presenze e delle reti in nazionale ― Inghilterra | Cronologia completa delle presenze e delle reti in nazionale ― Inghilterra | Cronologia completa delle presenze e delle reti in nazionale ― Inghilterra |
| Data                                                                       | Città                                                                      | In casa                                                                    | Risultato                                                                  | Ospiti                                                                     | Competizione                                                               | Reti                                                                       | Note                                                                       |
| -------------------------------------------------------------------------- | -------------------------------------------------------------------------- | -------------------------------------------------------------------------- | -------------------------------------------------------------------------- | -------------------------------------------------------------------------- | -------------------------------------------------------------------------- | -------------------------------------------------------------------------- | -------------------------------------------------------------------------- |
| 26-3-2022                                                                  | Londra                                                                     | Inghilterra                                                                | 2 – 1                                                                      | Svizzera                                                                   | Amichevole                                                                 | -                                                                          |                                                                            |
| 11-6-2022                                                                  | Wolverhampton                                                              | Inghilterra                                                                | 0 – 0                                                                      | Italia                                                                     | UEFA Nations League 2022-2023 - 1º turno                                   | -                                                                          | 88’                                                                        |
| 14-6-2022                                                                  | Wolverhampton                                                              | Inghilterra                                                                | 0 – 4                                                                      | Ungheria                                                                   | UEFA Nations League 2022-2023 - 1º turno                                   | -                                                                          |                                                                            |
| 16-6-2023                                                                  | Ta' Qali                                                                   | Malta                                                                      | 0 – 4                                                                      | Inghilterra                                                                | Qual. Euro 2024                                                            | -                                                                          |                                                                            |
| 9-9-2023                                                                   | Breslavia                                                                  | Ucraina                                                                    | 1 – 1                                                                      | Inghilterra                                                                | Qual. Euro 2024                                                            | -                                                                          |                                                                            |
| 12-9-2023                                                                  | Glasgow                                                                    | Scozia                                                                     | 1 – 3                                                                      | Inghilterra                                                                | Amichevole                                                                 | -                                                                          | 46’                                                                        |
| 17-10-2023                                                                 | Londra                                                                     | Inghilterra                                                                | 3 – 1                                                                      | Italia                                                                     | Qual. Euro 2024                                                            | -                                                                          | 63’                                                                        |
| 17-11-2023                                                                 | Londra                                                                     | Inghilterra                                                                | 2 – 0                                                                      | Malta                                                                      | Qual. Euro 2024                                                            | -                                                                          |                                                                            |
| 20-11-2023                                                                 | Skopje                                                                     | Macedonia del Nord                                                         | 1 – 1                                                                      | Inghilterra                                                                | Qual. Euro 2024                                                            | -                                                                          |                                                                            |
| 3-6-2024                                                                   | Newcastle upon Tyne                                                        | Inghilterra                                                                | 3 – 0                                                                      | Bosnia ed Erzegovina                                                       | Amichevole                                                                 | -                                                                          | 29’ 62’                                                                    |
| 7-6-2024                                                                   | Londra                                                                     | Inghilterra                                                                | 0 – 1                                                                      | Islanda                                                                    | Amichevole                                                                 | -                                                                          |                                                                            |
| 16-6-2024                                                                  | Gelsenkirchen                                                              | Serbia                                                                     | 0 – 1                                                                      | Inghilterra                                                                | Euro 2024 - 1º turno                                                       | -                                                                          |                                                                            |
| 20-6-2024                                                                  | Francoforte sul Meno                                                       | Danimarca                                                                  | 1 – 1                                                                      | Inghilterra                                                                | Euro 2024 - 1º turno                                                       | -                                                                          |                                                                            |
| 25-6-2024                                                                  | Colonia                                                                    | Inghilterra                                                                | 0 – 0                                                                      | Slovenia                                                                   | Euro 2024 - 1º turno                                                       | -                                                                          | 68’                                                                        |
| 30-6-2024                                                                  | Gelsenkirchen                                                              | Inghilterra                                                                | 2 – 1 dts                                                                  | Slovacchia                                                                 | Euro 2024 - Ottavi di finale                                               | -                                                                          | 3’                                                                         |
| 10-7-2024                                                                  | Dortmund                                                                   | Paesi Bassi                                                                | 1 – 2                                                                      | Inghilterra                                                                | Euro 2024 - Semifinale                                                     | -                                                                          |                                                                            |
| 14-7-2024                                                                  | Berlino                                                                    | Spagna                                                                     | 2 – 1                                                                      | Inghilterra                                                                | Euro 2024 - Finale                                                         | -                                                                          |                                                                            |
| 7-9-2024                                                                   | Dublino                                                                    | Irlanda                                                                    | 0 – 2                                                                      | Inghilterra                                                                | UEFA Nations League 2024-2025 - 1º turno                                   | -                                                                          |                                                                            |
| 10-9-2024                                                                  | Londra                                                                     | Inghilterra                                                                | 2 – 0                                                                      | Finlandia                                                                  | UEFA Nations League 2024-2025 - 1º turno                                   | -                                                                          | 79’                                                                        |
| 13-10-2024                                                                 | Helsinki                                                                   | Finlandia                                                                  | 1 – 3                                                                      | Inghilterra                                                                | UEFA Nations League 2024-2025 - 1º turno                                   | -                                                                          |                                                                            |
| 14-11-2024                                                                 | Amarousio                                                                  | Grecia                                                                     | 0 – 3                                                                      | Inghilterra                                                                | UEFA Nations League 2024-2025 - 1º turno                                   | -                                                                          |                                                                            |
| 17-11-2024                                                                 | Londra                                                                     | Inghilterra                                                                | 5 – 0                                                                      | Irlanda                                                                    | UEFA Nations League 2024-2025 - 1º turno                                   | -                                                                          |                                                                            |
| 24-3-2025                                                                  | Londra                                                                     | Inghilterra                                                                | 3 – 0                                                                      | Lettonia                                                                   | Qual. Mondiali 2026                                                        | -                                                                          |                                                                            |
| Totale                                                                     |                                                                            | Presenze                                                                   | 23                                                                         |                                                                            | Reti                                                                       | 0                                                                          |                                                                            |

## Palmarès

### Club

#### Competizioni giovanili
- FA Youth Cup: 1

Chelsea: 2017-2018

#### Competizioni nazionali
- Coppa d'Inghilterra: 1

Crystal Palace: 2024-2025
- Community Shield: 1

Crystal Palace:2025

### Nazionale
- Campionato mondiale Under-17: 1

2017